# Fabrice Ngoma
Pour les articles homonymes, voir Ngoma.
Fabrice Ngoma, de son nom complet Fabrice Luamba Ngoma, est un footballeur international congolais né le 22 janvier 1994 à Kinshasa. Il évolue au poste de milieu de terrain.

## Biographie

### En Club

#### Débuts en RDC
Né le 22 janvier 1994 à Kinshasa, Fabrice fait ses débuts avec un club local de sa ville natale, il s'agit du FC Arc-en-ciel avec qui il joue la saison 2013-2014. Il rejoint l'année suivante les Sharks XI FC, avec qui il découvre le monde professionnel en disputant la saison 2014-2015 du championnat de RDC où le club termine troisième de son groupe derrière le DC Motema Pembe et l'AS Vita Club, pour accéder aux plays-off qu'il terminera à la sixième place.
Un autre club de Kinshasa, le FC Max Mokey Etanchéité, est intéressé par le jeune Ngoma qui le transfère au titre de la nouvelle saison 2015-2016, qu'il terminera en cinquième position, ce qui signifie l'élimination des plays-off.

#### Expérience au Nigéria
En 2016-2017, Fabrice Ngoma ne dispute avec son club que la moitié de la saison puisqu'il est transféré au cours du mercato hivernal, au Ifeanyi Ubah FC qui évolue dans la Nigerian Premier League (qui commence en janvier et se termine en septembre). Ses bonnes prestations ne passent pas inaperçus et plusieurs clubs du continent veulent le recruter.

#### Révélation à Vita
En août 2017, c'est finalement le grand club de la ville natale de Fabrice, le deuxième club le plus titré du Congo, l'AS Vita Club qui s'offre ses services. L'entraîneur de l'équipe Florent Ibenge le place directement parmi sa liste pour la nouvelle saison 2017-2018.
Fabrice Ngoma gagne rapidement sa place au 11 titulaire de l'équipe avec qui il remporte le championnat de RDC en fin de saison en devançant le TP Mazembe de 3 points. Il inscrit son premier but en compétitions africaines le 7 avril 2018 contre l'équipe congolaise du CS La Mancha à la 87e minute, pour le compte des matchs barrages de la coupe de la confédération.
Lors de l'avant dernier match de la phase de groupes, Ngoma marque contre son futur club, le ténor africain le Raja CA à la 50e minute sur un tir limpide au deuxième poteau, et délivre une passe décisive à son coéquipier Jean-Marc Makusu à la 59e minute qui inscrit le second but. Il marquera une seconde fois contre le club marocain, en finale cette fois, à la 74e sur une passe de Chadrack Lukombe. Malgré cette victoire (3-1), les congolais perdent le titre après la défaite au match aller au Stade Mohammed V sur le score de 3-0.
Le congolais finit le championnat avec son club à la deuxième position en talonnant le Mazembe de 9 points.

#### Transfert au Raja CA
Le 22 mai 2019, et après plusieurs mois de négociations, le Raja Club Athletic annonce le recrutement de l'international congolais. Fabrice signe avec le club marocain un contrat de 3 ans contre la somme de 268 000€ hors bonus.
Le 10 août, Ngoma dispute son premier match officiel avec les Verts contre Brikama United FC à l'occasion du premier tour de la Ligue des champions 2019-2020, qui s'est soldé par un nul 3-3. 
Le 15 septembre, au compte du deuxième tour de cette compétition, il inscrit son premier but en match officiel contre Al Nasr Benghazi en Égypte sur un centre de Mohamed Douik, match remporté 3-1.
Le 2 novembre dans un Stade Mohamed V chaud bouillant, au titre des huitièmes de finale du championnat arabe des clubs contre le Wydad, et alors que les Verts sont menés au score 1-0, Ngoma surgit 3 minutes après le début de la seconde, et remet les pendules à l'heure du pied gauche, en renvoyant le ballon en pleine lucarne. Ngoma rentre dans l'histoire comme étant l'un des rares joueurs étrangers qui ont marqué durant leur premier Derby.
Le 6 octobre 2020, Ngoma est appelé en équipe nationale en compagnie de son coéquipier Ben Malango, ce qui les prive des deux journées décisives du championnat, où le Raja a besoin de deux victoires pour s'adjuger le titre. C'est ce qui arrive le 11 octobre quand l'équipe bat les FAR de Rabat lors de l'ultime journée, grâce à un doublé décisif de Abdelilah Hafidi, après que le Raja ait été mené au score à la fin du premier carton, qui offre le titre de champion du Maroc aux Verts. C'est le premier titre du congolais avec le Raja CA.
Le 11 avril 2021, au titre de la 4e journée de la phase de poules de la Coupe de la confédération contre le Pyramids FC, il ouvre le score et marque son premier but en compétitions africaines avec le Raja (victoire 0-3). Il ne tarde pas à ajouter un autre le match suivant, cette fois face au Namungo FC en Tanzanie (victoire 0-3).

### En sélection
Fabrice Ngoma est sélectionné en équipe nationale de RDC pour la première fois pour un match amical le 25 mai 2018 contre le Nigéria, qui se soldera sur un match nul (1-1).

## Palmarès

### En club
Raja Club Athletic (3)
- Championnat du Maroc:
  - Champion en 2019-20.
  - Vice-champion en 2020-21 et 2021-22.

- Coupe de la confédération:
  - Vainqueur en 2021.

- Coupe arabe des clubs champions:
  - Vainqueur en 2020.
- Supercoupe d'Afrique:
  - Finaliste en 2021.

 AS Vita Club (1)
- Championnat de RD du Congo:
  - Champion en 2018.
  - Vice-champion en 2019.

- Coupe de la confédération:
  - Finaliste en 2018.

## Style de jeu
Fabrice Ngoma est un milieu de terrain complet et polyvalent capable d'évoluer à tous les postes du milieu de terrain, aussi bien devant la défense, qu'en meneur de jeu. Il est le plus souvent utilisé en tant que milieu relayeur, permutant continuellement entre attaque et défense en match. C'est un joueur omniprésent lors des phases offensives grâce notamment à sa finesse technique, sa lecture du jeu et ses qualités pour casser des lignes par des passes lumineuses (75 % de réussite pour les transmissions vers l’avant).
Il est aussi capable de marquer des buts de loin grâce à sa puissance de frappe, comme le prouve son but dans le camp de son actuel coéquipier Anas Zniti, sur un tir limpide au second poteau. Avec sa taille (1,88 cm) et sa bonne détente, Fabrice est très performant dans les airs et constitue un atout majeur pour son équipe lors des coups de pied arrêtés accordés ou concédés.